# Ibos Ferenc
Ibos Ferenc (Alsóbalog, 1922. július 12. – Budapest, 1990. március 5.) tanár, szerkesztő, újságíró.

## Pályafutása
1942-ben érettségizett a rimaszombati református gimnáziumban. Utána 1942–1947 között a debreceni tudományegyetem bölcsészeti karának magyar-latin szakos hallgatója ahol doktori címet szerzett József Attila költészetéből írt doktori disszertációjával. A református kollégiumban lakott. 1944-ben behívták katonának és Németországba vezényelték.
1945-től folytatta egyetemi tanulmányait. Közben belépett az SZDP-be, az egyesülés után átvették az MDP-be. 1947-ben bölcsészdoktorátust szerzett. 1947–1950 között a debreceni fiú felsőkereskedelmi iskola tanára. 1950-ben a Vallás- és Közoktatásügyi Minisztérium kollégiumi osztályának előadója volt. Még abban az évben Darvas József miniszter megbízta a Köznevelés című főként oktatáspolitikával foglalkozó hetilap szerkesztésével. Ezzel egyidejűleg vezette a Tankönyvkiadó Vállalat folyóirat-szerkesztőségét is. 1954-től a Népművelési Minisztérium színházi főosztályának a helyettes vezetője volt. 1956. október 1-jétől a Népművelési Minisztérium Tanácsi Osztályának vezetője volt. 1956-ban beválasztották a vezetés nélkül maradt minisztérium Forradalmi Bizottságába. 1958-ban áthelyezték a Lapkiadó Vállalathoz a Népművelés című lap szerkesztésére. Ezt a munkát 1968-ig végezte.
Az 1960-as években az Eötvös Loránd Tudományegyetem bölcsészeti karának népművelési tanszékén tanítani kezdett. Több egyetemi jegyzetet és tankönyvet írt művelődéselmélet, művelődéspolitika témában. 1977-ben docensi kinevezést kapott, és másodállásban népművelést oktatott a Tanítóképző Főiskolán 1968-1971 között. 1971-től a Magyar Hírlap főszerkesztő-helyettese, 1974-től a Tükör című hetilap főszerkesztője. 1975-től a Magyar Újságírók Országos Szövetségének (MÚOSZ) oktatási igazgatója nyugdíjazásáig, 1984-ig. 1984-től a MÚOSZ Újságíró Iskolájában tanított újságírói ismereteket.
Cikkei, tanulmányai jelentek meg a népművelés, az újságíró oktatás tárgyköréből itthon és külföldön, napilapokban és az általa szerkesztett újságokban.